# 時間的皺摺 (電影)
《時間的皺摺》（英語：A Wrinkle in Time）是一部2018年美國奇幻冒險片，由阿娃·杜威内執導，珍妮佛·李撰寫劇本，改編自麥德琳·蘭歌著作的1962年同名小說，該小說也曾改編成電視電影《奇幻時空歷險》（2003年）。電影主演包括歐普拉·溫芙蕾、瑞絲·薇斯朋、明蒂·卡琳、絲托姆·瑞德、查克·葛里芬納奇、克里斯·潘恩、萊維·米勒、戴瑞克·麥卡、古古·瑪芭塔-勞、麥可·潘納與安德烈·荷蘭。
該片由華特迪士尼工作室電影發行，於2018年3月9日在美國上映（含IMAX版）。

## 劇情
故事敘述梅格和5歲弟弟查爾斯等人都在學校及家庭生活上都遭遇了困難。不過當她們遇上於某夜新搬來的鄰居「啥太太」後，梅格和弟弟為了打聽失蹤父親的下落，而一起去拜訪這位神秘的啥太太；但未料，這卻是她們邁入一場奇幻旅程的開端……。

## 演員
- 絲托姆·瑞德（英语：Storm Reid） 飾 瑪格麗特·「梅格」·莫瑞（英语：Meg Murry）[8]
- 歐普拉·溫芙蕾 飾 某太太[9]
- 瑞絲·薇斯朋 飾 啥太太[10]
- 明蒂·卡琳（英语：Mindy Kaling） 飾 誰太太[10]
- 查克·葛里芬納奇 飾 快樂先知[11]
- 克里斯·潘恩 飾 亞歷山大·「艾力克斯」·莫瑞博士[12]
- 萊維·米勒 飾 卡爾文·歐基夫（英语：Calvin O'Keefe）[11]
- 戴瑞克·麥卡（英语：Deric McCabe） 飾 查爾斯·華勒斯·莫瑞（英语：Charles Wallace Murry）[11]
- 古古·瑪芭塔-勞 飾 凱特·莫瑞博士[13]
- 麥可·潘納 飾 瑞德[14]

此外，安德烈·荷蘭在片中飾演詹金斯校長、貝蕾米·楊飾演坎馬卓茲女士、羅雲·布蘭切特飾演維羅妮卡，而威爾·麥柯馬克則飾演老師先生。

## 製作

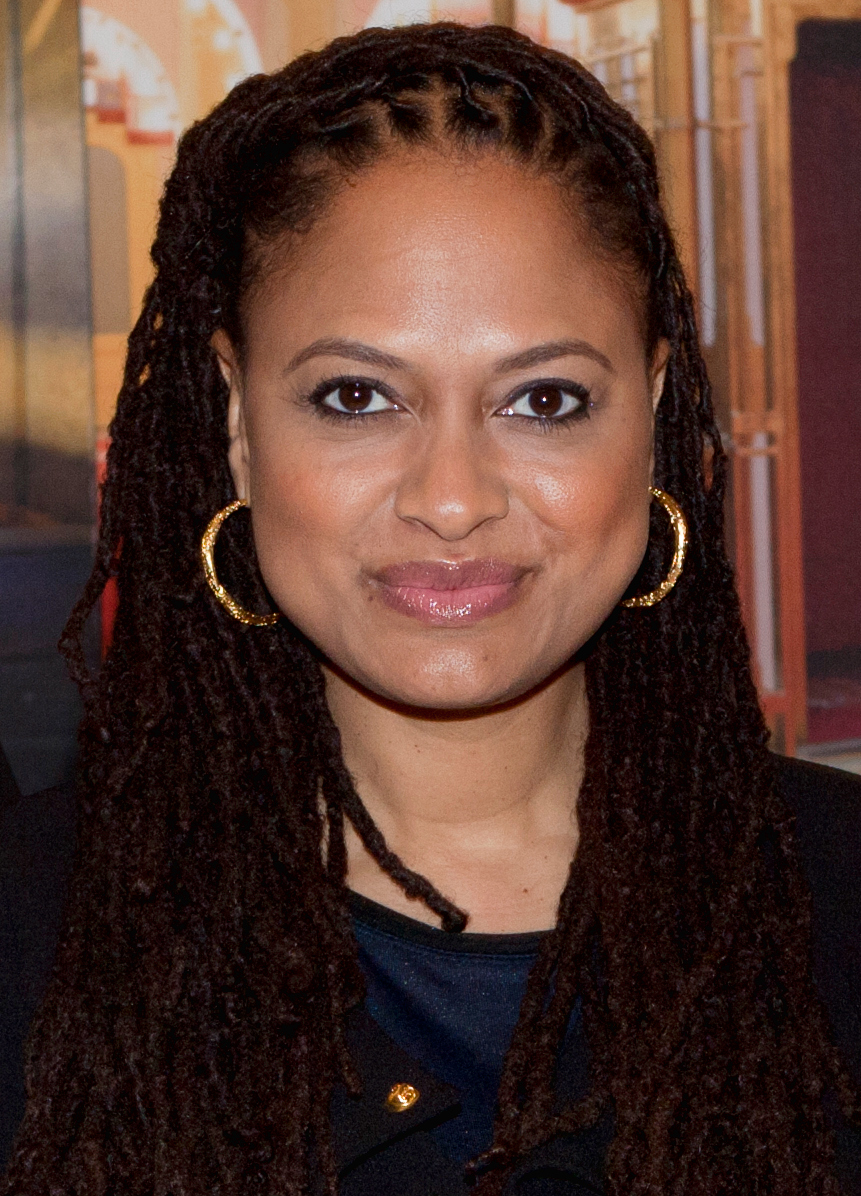
阿娃·杜威内因此片成為了首位執導超過1億美元的真人電影的黑人女性導演。

2010年10月，華特迪士尼影業宣布，該影業已獲得了麥德琳·蘭歌的1962年小說《時間的皺摺》的電影改編權。在提姆·波頓的《魔境夢遊》（2010年）於票房上獲得成功後，迪士尼聘請了傑夫·史托克韋爾來為柯瑞·格拉納特和他的Bedrock Studios撰寫劇本。此前，格拉納特曾與迪士尼合作製作過「納尼亞傳奇系列電影」及《尋找仙境之橋》（2007年）。該項目的預算為3500萬美元，相較之下《第九禁區》（2009年）和《尋找仙境之橋》都是低於3000萬美元。
2014年8月5日，珍妮佛·李被宣布將擔任電影的編劇，以取代撰寫了第一稿的史托克韋爾。2016年2月8日，據報導，阿娃·杜威内將執導電影，該消息在同一個月後獲得了證實。杜威内為此成為了首位執導預算超過1億美元的真人電影的黑人女性導演。電影由詹姆斯·惠特克和凱瑟琳·海德擔任監製。

### 選角
2016年7月26日，《綜藝》報導，歐普拉·溫芙蕾開始進行最後的會談，有望飾演三名天使之一。2016年9月7日，瑞絲·薇斯朋與明蒂·卡琳也在會談加入飾演另外的兩名天使。2016年9月13日，絲托姆·瑞德被選中成為主角梅格的演員，梅格是一位年輕的女孩，她在自己的科學家父親失蹤後而受到創傷。2016年10月，宣布克里斯·潘恩及古古·瑪芭塔-勞將分別飾演梅格的父母，即艾力克斯和凱特·莫瑞博士。2016年11月1日，宣布了更多演員的加入，其中包括飾演快樂先知的查克·葛里芬納奇、飾演詹金斯校長的安德烈·荷蘭、飾演卡爾文的萊維·米勒、飾演查爾斯的戴瑞克·麥卡，以及貝蕾米·楊、羅雲·布蘭切特和威爾·麥柯馬克。後來，麥可·潘納也簽約參演，他所飾演的角色是瑞德。

### 拍攝
主要攝影於2016年11月2日在加利福尼亞州的洛杉磯進行。在洛杉磯拍完後，劇組移至紐西蘭進行為期兩星期的拍攝。托比亞斯·A·施利斯勒被聘來做為攝影師，其他製作團隊成員如美術指導娜歐蜜·索漢、服裝設計師帕科·德爾加多和視覺效果總監理查·麥布萊德。
《時間的皺摺》也於為在加利福尼亞州洪堡縣的尤里卡取景，於2016年11月29日起，並於12月5日或6日間結束。拍攝也在尤里卡紅杉公園和紅杉公園動物園旁邊的進行。在尤里卡的拍攝中，從未有與電影相關的主要演員出現。12月中旬，克里斯·潘恩被發現在洛杉磯進行拍攝。
電影於2017年2月的最後兩個星期在紐西蘭中部的奧塔哥拍攝。演員們和工作人員在紐西蘭的南阿爾卑斯山脈拍了兩星期，並在哈維亞湖附近的獵人谷車站取景。會說著毛利語的紐西蘭土著也參與了拍攝。電影於紐西蘭南島拍攝半個月後，導演在Instagram上宣布拍攝已結束。

## 發行
該片定於2018年3月9日在美國上映。而這之前的上映日為2018年4月6日。華人地區除新加坡外，兩岸三地皆未上映，臺灣、香港採影碟發行方式。

### 市場營銷
2017年7月3日，杜威内在Twitter上宣布，首支預告片將在2017年的D23展場上釋出。

## 反響

### 評價
爛番茄根據167條評論，持有42%的新鮮度，平均得分5.2／10；該網站共識：「《時間的皺摺》在視覺上非常華麗、和諧、偶爾也很動人；不幸的是，它也狂妄野心地犯了錯，且往往小於其經典的總和。」。該片在Metacritic上獲得了52分。據CinemaScore調查，觀眾的評價在A+至F間落於「B」。

### 票房
在美國和加拿大，《時間的皺摺》與《飓风奇劫》、《外国佬》、《陌生人2》共同上映並競爭；外界預估《時間的皺摺》於首週能從3980間戲院中獲得3000萬美元至3800萬美元的票房收入。在週四晚間，該片獲得了130萬美元。美國首週末開出3300萬美元的票房，位居當週亞軍，輸給迪士尼自家的《黑豹》（4110萬美元）。《福布斯》認為，《時間的皺摺》的製作和宣傳費用共計2.5億美元，因此該片的全球總票房至少要4億美元才能持平。

## 外部連結
- 互联网电影数据库（IMDb）上《時間的皺摺》的资料（英文）